# Excelencia
La excelencia es una virtud, un talento o cualidad, lo que resulta extraordinariamente bueno y también lo que exalta las normas ordinarias. Es también un objetivo para el estándar de rendimiento y algo perfecto.

## Historia
Los antiguos griegos tenían un concepto de areté que significa una aptitud excepcional para un fin. Esto ocurre en las obras de Aristóteles y Homero. Otros conceptos relacionados son eudaimonia y entelequia, que refieren a la felicidad, resultado de una vida bien vivida, ser próspero y estar satisfecho. El concepto equivalente en la filosofía musulmana es Ihsan que significa "puedes elegir de lo que está floreciendo".

## Como tratamiento a una persona
También se usa como un tratamiento de dignidad. Inicialmente se daba tratamiento de excelentísimo a los reyes de Francia de la primera y segunda estirpe y se le daba el título de excelencia; pero se reconoce por otra parte que Carlomagno y Alano, lo dieron también al papa Adriano. Kenulfo rey de los Mercianos, al papa León III y Yves, obispo de Chartres, lo dio también a Lutherico arzobispo de Sens y San Bernardo a Ricuino obispo de Toul. El título de excelencia fue el primero que se dio a los príncipes de la sangre de Francia y a los de otras casas soberanas, pero como muchos grandes señores que no eran príncipes tomaron el título de excelencias, los príncipes para distinguirse tomaron el de Alteza. 
Los embajadores de Francia en Roma daban en otro tiempo la excelencia no solamente a los parientes del papa reinante, al condestable Colona y al duque de Bracciano sino también a sus hijos primogénitos, al príncipe de Carbognano, a los duques de Saveili y Cefarini y a los príncipes de las casas papales. Después se han contenido en ello no poco. Han repartido con mayor liberalidad este título a las princesas Romanas, pues lo dan a todas. Los virreyes de Nápoles no tratan de excelencia a los señores Romanos que tienen feudos en este reino, sobre todo cuando residen en él personalmente. Se dio la excelencia a las sobrinas del papa Clemente IX a tiempo que sus maridos eran tratados solamente de ilustrísimo y después de su muerte se dio también la excelencia a su sobrino aunque no tuviese ducado ni principado. Los duques y pares de Francia seculares han tenido en Roma este título de excelencia cuando en ella han residido pero acerca de los pares eclesiásticos, el obispo de Laon, habiendo pretendido este título, lo consiguió de los señores Romanos pero pocos cardenales se lo dieron. Los otros lo trataron de señoría ilustrísima y otros le hablaron de lei o él en tercera persona, sosteniendo los de Roma que el título de excelencia es secular y no puede darse a los eclesiásticos.

## Embajadores
Por lo que mira a los embajadores, el origen del título de excelencia que se les da proviene de que el rey Enrique IV habiendo enviado a Roma el año 1593 al duque de Nevers como embajador suyo, se le dio por causa de su nacimiento el título de excelencia y todos los embajadores lo han tomado después, hasta los embajadores de los príncipes de Italia, Alemania y del gran maestre de Malta. El emperador y el rey Católico, consintieron el año 1636 en que se diese el título de excelencia a los embajadores de Venecia. El embajador de Saboya obtuvo en muchas cortes este título, esto es, ser tratados como lo son los de las cabezas coronadas y dársele el título de excelencia. Lo mismo sucede con el embajador de Toscana y de otros príncipes de Italia, si bien los embajadores de las coronas les disputaban este título en Roma porque tal uso, no estaba allí establecido. No hay rey que haga tratamiento de excelencia a los embajadores pero los estados generales y los príncipes de Italia lo hacían. La república de Venecia, los trataba de vuestra señoría. La corte de Roma no quería tratar de excelencia a los embajadores eclesiásticos, aunque estos prelados se hicieran calificar de excelencia y que los otros embajadores les dieran este título.

## Grandes empleos
Acerca de las personas revestidas de grandes empleos, es decir, que los cardenales y los príncipes Romanos daban el nombre de excelencia al canciller, a los ministros y secretarios de estado y a los primeros presidentes de las cortes superiores de Francia; a los presidentes de los consejos de España; al canciller de Bolonia y a aquellos que poseen las primeras dignidades del estado con tal que no sean eclesiásticos porque entonces, no les dan sino el epígrafe de señoría ilustrísima.

## El tratamiento en España
En España entró este título de excelencia muy tarde pues en ella aún los reyes se trataron en lo antiguo con gran humildad. Los primeros se contentaron solamente con la merced y señoría y poco más adelante con la excelencia, alteza y majestad, como de lo primero conservamos testimonios en todas las provisiones reales que se despachan por los consejos y cancillerías donde leemos, como la nuestra merced fuese. Los mismos pretendientes dicen en sus escritos a los reyes, vuestro fiscal o vuestro patrimonio según la práctica sencilla de la antigüedad con que aún daban plenos tratamiento que el de merced.
Los reyes de Nápoles de la casa de Aragón, están tratados de excelencia en varios despachos, que estampó Juan Albino. Después que se hizo común a todos los reyes el tratamiento de alteza mezclado con el de majestad que hoy solo permanece, quedó la excelencia para los príncipes de la familia real y los grandes de España, para los príncipes y oficiales mayores de la corona de Francia y para los soberanos en Italia y Alemania. En España, tuvo este título y otros algún desorden, tomándoselo y dándoselo a sujetos indignos de ellos, por lo cual la gran prudencia de Felipe II lo enmendó por su pragmática de las cortesías, publicada el año 1585 en la cual deja solo la excelencia en permisión y la señoría de justicia, con tal que a otro ninguno no se le pudiese dar tan alto epíteto sino fuese a grande de España. Dice 
y mandamos, que a los arzobispos, obispos y grandes y a las personas que mandamos cubrir sean todos obligados a llamar señoría
Y más abajo llegando a tratar de la permisión que se da para llamar excelencia y a quién, prosigue la misma ley que es la 16, tit. 11. lib. 4. de la Nueva Recopilación, año 1600, diciendo ni excelencia a ninguno que no sea grande, siendo la expresión de los unos en quienes ha hablado con diferencia y exclusión de los otros que omite.
Carlos V asignó el tratamiento de excelencia a su hija Margarita duquesa de Parma. Así mandó Felipe II que fuese tratado su hermano Juan de Austria, hijo natural del emperador pero sin embargo, estos dos príncipes o por ser hijos de tan augusto padre o por el insigne mérito que consiguieron, sus virtudes, fueron tratados después de altezas, sin haber quien se la rehusase. El mismo Felipe II concedió a la casa de Braganza la excelencia de justicia, habiendo sido para todos de gracia, atendiendo a los derechos que tenía a la corona lusitana.
Cuando Felipe IV reconoció a Juan de Austria por hijo y le puso casa, quiso colocarle para el tratamiento entre el de infante que es alteza y el de grande que es excelencia y así, mandó que fuese llamado serenísimo lo cual se practicó algunos años. Después, el obsequio de los grandes a quienes por la pragmatica de las cortesías le debía llamar de señoría, obligó a darle alteza y él a ellos excelencia, mejorándose así todos, porque el paso de serenidad a alteza y ellos, de señoría a excelencia. Es constante que cuando entró a reinar Felipe II, ninguno de los potentados de Italia tenía otro tratamiento que excelencia como se prueba en la historia que Marco Guazo escribió de su tiempo desde el año 1514, hasta el 1546 donde vemos tratados de excelencia a Alfonso duque de Ferrara, a Federico duque de Mantua, luego primer gran duque, a Francisco Sforzia duque de Milán, a Francisco María, Guido, Ubaldo y Lorenzo de Médici duques de Urbino y a Alexandro y Cosme, duques de Florencia y otros que por carta de los príncipes que estampó Zileti y Zuchi se conoce. Y ya hoy estos señores, la mayoría tienen alteza, quedando la excelencia al arbitrio de los soberanos menores, como son Guastala, Sabioneda, Castellón, Mirandula, Massa, Poblin, Monaco, Masseran y otros que tomaron estos títulos por ser calidad de feudatarios y príncipes del Imperio o de la iglesia o por tener la dignidad de grandes de España, lo cual se comprueba con muchas cartas que en el pontificado de Paulo V escribió el cardenal Lanfranco Margoti en nombre del cardenal Burghesio sobrino de su santidad en que solo están tratados de alteza los duques de Berry, Savoya, Lorena, Toscana, Mantua, Ferrara, Parma, Modena, Urbino y los archiduques; de serenidad las repúblicas de Venecia y Génova; de excelencia, los príncipes de la Mirandula y de Massa y el marques de Castillón en Italia; en España, los grandes y en Francia los príncipes de la sangre y extranjeros. De aquellos, el príncipe de Conde y el conde de Soissons y de éstos, los duques de Guisa y de Mena y el conde de Vaudemont. A los cardenales, aun siendo príncipes y al gran maestre de San Juan, solo se daba señoría ilustrísima. Todo lo cual tuvo alguna alteración en tiempo del rey Felipe IV.
Los grandes de España y de Portugal son tratados, en todas partes de excelencia, así como los Lords en Inglaterra. Es cierto que en inglés quieren mejor ser tratados de Lordship, que corresponde a señoría. Los arzobispos y obispos ingleses son tratados como su "Gracia".
En Portugal y en España, los capitanes generales y los tenientes generales, por abuso son tratados de excelencia, aún los que no son grandes del reino. También se trataba de excelencia la diputación o senado de Barcelona, así como los caudillos o presidentes de los consejos de España y consejeros de estado y de guerra.